# Johann Ritter (Politiker)

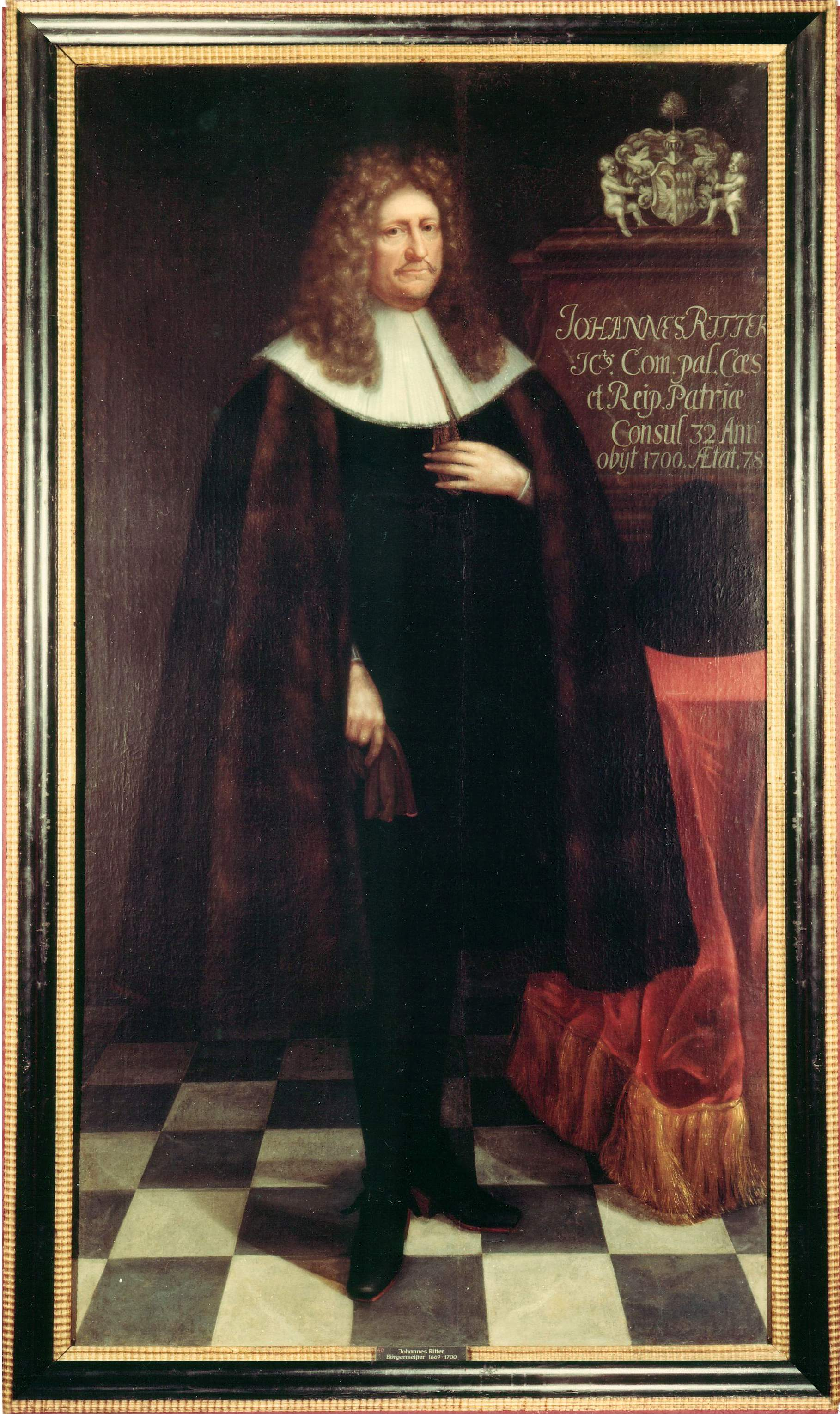
Johann Ritter. Porträt im Roten Saal des Lübecker Rathauses

Johann Ritter (* 27. September 1622 in Lübeck; † 1. September 1700 ebenda) war ein deutscher Politiker, Jurist, Comes Palatinus (Pfalzgraf) und Bürgermeister der Hansestadt Lübeck.

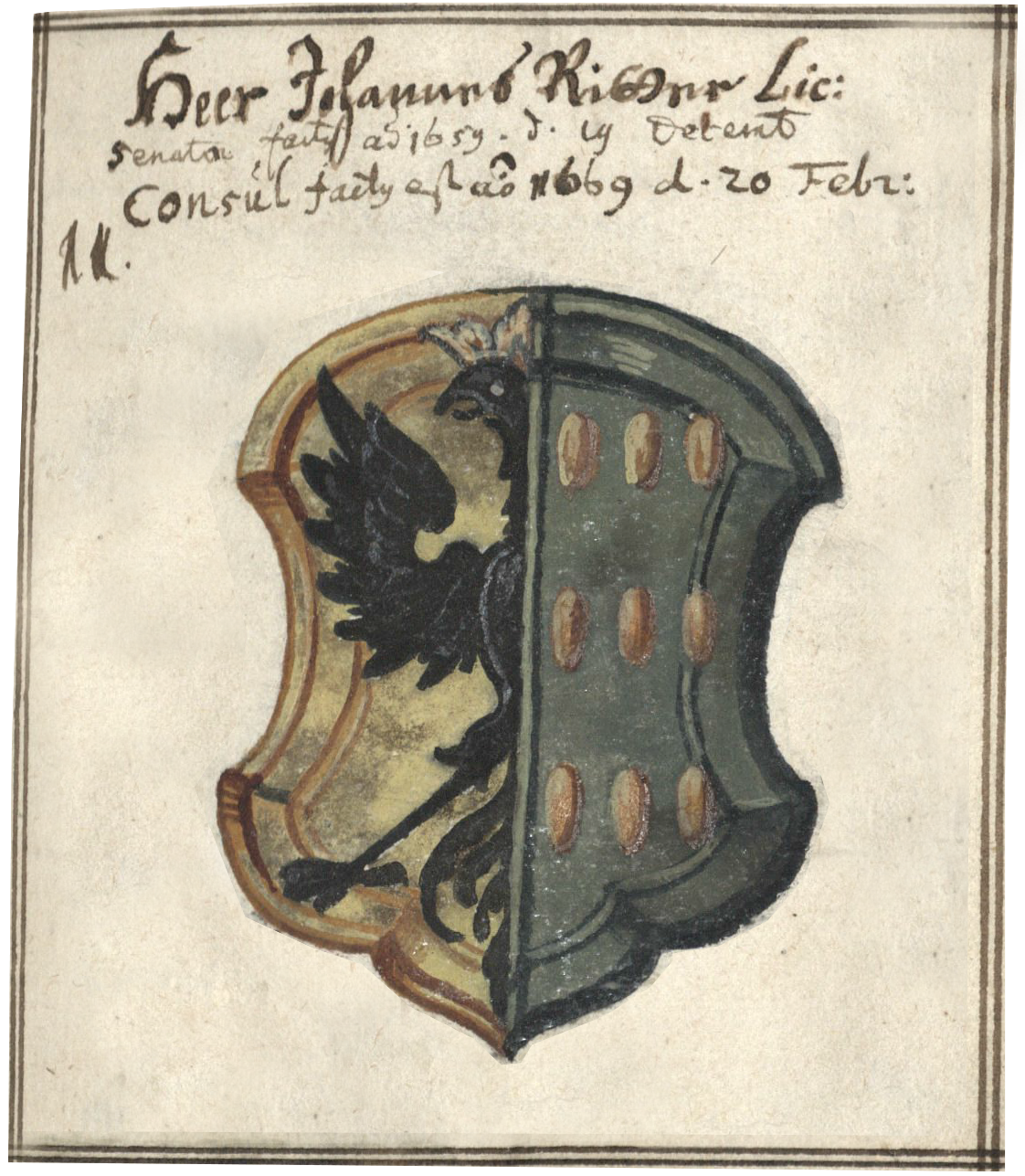
Wappen des Bürgermeisters Johann Ritter im Buch der lübecker Rathslinie 1612–1687

## Leben
Ritter war Sohn und Ältester von neun Geschwistern des Lübecker Kaufmanns Andreas Ritter (um 1590–1653) und Enkel des Bürgermeisters von Neustadt in Holstein Hans Ritter (um 1570–1638). Er studierte ab 1641 Rechtswissenschaften an den Universitäten in Königsberg, Straßburg und an der Universität Helmstedt, wo er 1651 als Respondent überliefert ist. Nach dem Abschluss als Lic. iur. begab er sich auf die Grand Tour und bereiste Frankreich und Italien. In Lübeck wurde er im Jahr 1659 in den Rat der Stadt erwählt. Als abgesandter Ratsherr vertrat er die Stadt Lübeck gemeinsam mit dem Ratsherrn Diedrich von Brömbsen in Graz, um Kaiser Leopold I. die Huldigung zu leisten. Er ist bei dieser Gelegenheit von dem Kaiser persönlich zum Hofpfalzgrafen (Comitis Palatini Caesarei in amplissima forma) ernannt worden.
Er war an der Entstehung des Kassarezess beteiligt und unterzeichnete als Ratsmitglied 1669 den Lübecker Bürgerrezess. Im gleichen Jahr wurde er im Rat zum Bürgermeister bestimmt und hatte 1669 den Vorsitz bei dem letzten Hansetag in Lübeck. Weiter war er als Gesandter beteiligt an den Verhandlungen im Zusammenhang mit dem Schonischen Krieg zwischen Dänemark und Schweden sowie an der Rückgabe der als Pfand in Lübecker Besitz befindlichen Stadt Mölln an das Herzogtum Sachsen-Lauenburg. Während seiner Amtszeit wurde Lübeck direkt nicht durch kriegerische Auseinandersetzung betroffen, musste aber als Freie Reichsstadt an das Heilige Römische Reich erhebliche Umlagen zur Finanzierung der Reunionskriege gegen Frankreich und für die Türkenkriege zahlen (Reichstürkenhilfe), die die Finanzkraft der Stadt aushöhlten und zu einem starken Anstieg der Staatsverschuldung Lübecks führten. Ritter wurde vom Kaiser zum Hofpfalzgrafen ernannt.
Johann Ritter war zwei Mal verheiratet. Seine 1. Ehe ging er 1656 mit Anna Margarethe Hunnius († 1660) ein, Tochter des Superintendenten Nicolai Hunnius und Witwe des Bergenfahrers Heinrich Schlüter. Nach deren Tod heiratete er drei Jahre später Anna Schirmeister († 1693), des Kaufmanns Franz Schirmeisters Tochter und Witwe des Kaufmanns Joachim Brandtes. Aus der 1. Ehe gingen drei Söhne hervor: Nicolaus Hinrich (* 1657), Nicolaus Andreas (* 1658) und Johann (* 1659) die alle drei als Kleinkinder verstarben; und eine Tochter, Anna Margaretha (1660–1733) welche 1675 den Juristen Achilles Daniel Leopold († 1722) heiratete. Aus der 2. Ehe wurde ein Sohn namens Andreas geboren der auch als Kleinkind starb, und eine Tochter die mit dem Namen Engel getauft wurde. Diese heiratete 1682 den Juristen und nachmaligen Bürgermeister Adolf Mattheus Rodde (1655–1729), jüngster Sohn des Bürgermeisters Matthäus Rodde d. Ä.
Der Ratsherr Gerhard Ritter (1629–1717) und der Pastor und Senior Georg Ritter (1639–1706) waren seine jüngeren Bruder.
Die Leichenpredigt verfasste der Lübecker Polyhistor und Senior an St. Marien Jacob von Melle.
Sein Epitaph, ein hölzernes Denkmal in riesigen Verhältnissen hing an der Nordseite des zweiten (von Osten her gesehen) südlichen Langschiffpfeilers der Marienkirche, der Kanzel schräg gegenüber. Auf einem einfachen Unterbau, der eine schlichte ovale Inschrifttafel trug, stand ein bauchiger Sarkophag. Über ihm hielten zwei Putten das auf Kupfer gemalte Brustbild  des Verstorbenen; daneben saß eine trauernde weibliche Figur mit Todesemblemen. Die Rückwand bildete ein oben mit einem Kreuze abschließender mächtiger Obelisk, vor dem eine Putte mit dem von einer Kartusche umschlossenen kleinen weißen Wappenschild des Bürgermeisters schwebte. Die Form eines Sarges, der aber seinen Leichnam nicht einschließt, wie einige behaupten, machte es zu einem der bemerkenswerten Denkmäler der Kirche. Es verbrannte beim Luftangriff in der Nacht zum Palmsonntag 1942.